# Nagyrozvágy
Nagyrozvágy (slovensky Velká Rozvaď) je vesnice v Maďarsku, v Boršodsko-abovsko-zemplinské župě v Cigándském okrese.
Má rozlohu 2682 hektarů, a žije zde 694 obyvatel (2007).

## Obyvatelstvo
Obyvatelstvo obce tvoří 99% Maďarů a 1% Romů.

## Osobnosti
- Czelder Martin - reformovaný pastor, spisovatel
- Czinke Ferenc - malíř